# Arad (Arad, Rumunjska)
Arad je glavni grad županije Arad u zapadnom djelu Rumunjske, u povijesnoj pokrajini Crişani, dio Transilvanije, na rijeci Morišu. Nalazi se blizu granice Rumunjske s Mađarskom i Srbijom. U prošlosti je grad bio pod vlašću Mađarske.

## Povijest
Arad se prvi put spominje u 11. st. Bio je dio Mađarskog kraljevstva. Nakon monglolske invazije 1241. se grade zidine. Krajem 14. i u 15. stoljeću na područje oko Arada naselili su Srbi, bježeći iz Srbije pred Turcima. Tu i danas postoji veća srpska manjina. Grad je 1514. razrušen za vrijeme seljačke bune Györgyja Dózse. 
Turci su ga zauzeli 18. rujna 1551. i do 1554. podigli novu utvrdu koja je služila kao oslonac za pohode u Ugarsku. Austrijanci su grad oslobodili 1685., tijekom Velikog turskog rata. Karlovačkim mirom ponovno je vraćen Ugarskoj te dolazi pod vlast Habsburgovaca. te se tada u grad doseljavaju Nijemci, Mađari i Srbi. Od 1699. do 1741. u Aradu je sjedište zapovjedništva Vojne granice za sektor Moriš. U neposrednoj blizini grada, na meandru rijeke Moriš, Austrijanci su između 1765. i 1776. izgradili tvrđavu sa 6 bastiona, 6 revelina, slomljenim kurtinama, malim linetama i anvelopom. U 19. stoljeću grad se brzo gospodarski razvija, te 1834. dobiva status slobodnog kraljevskog grada. 
Grad je imao značajnu ulogu u Mađarskoj revoluciji, kada je tijekom listopada 1848., oko 20 000 Mađara blokiralo tvrđavu. Austrijska posada od 15,000 ljudi kapitulirala je tek 1. srpnja 1849. zbog gladi i nakon što je odbila tri juriša. Od 2. kolovoza 1849. u Aradu je bilo sjedište privremene vlade Lajosa Kossutha. Poslije kapitulacije mađarske revolucionarne vojske, 13. kolovoza 1849. kod Világosa, garnizon u Aradu kapitulirao je četiri dana kasnije položivši oružje Rusima. Austrijanci su 6. listopada 1849. osudili na smrt 13 mađarskih generala od kojih je 9 obješeno, a 4 streljana.  
U 20. stoljeću grad se brzo industrijalizira (1909. je sagrađena prva mađarska tvornica automobila Marta). 1913. je sagrađena prva elektrificirana željeznička pruga u istočnoj Europi koja povezuje Arad s obližnjim mjestom Podgorijom. Za vrijeme Prvog svjetskog rata u aradskoj tvrđavi bio je logor za internirane Srbe iz Srbije te Bosne i Hercegovine.
Nakon kraja Prvog svjetskog rata, 1918. sastaje se Rumunjsko centralno narodno vijeće koje traži pripojenje cijele Transilvanije s Aradom Rumunjskoj. To je postignuto Trianonskim sporazumom 1919. iako su prije rata 73% stanovništva činili Mađari, a 16% Rumunji. Nakon dolaska pod rumunjsku vlast se mnogi Mađari iseljavaju, a doseljavaju Rumunji. Arad je i dalje bio jedan od gospodarski najrazvijenijih gradova u Rumunjskoj i gospodarsko sjedište Transilvanije.
Arad je zahvaljujući položaju blizu mađarske granice bio značajan gospodarski centar i tokom komunističkog razdoblja nakon 2. svj. rata. Arad je nakon Temišvara bio drugi grad u Rumunjskoj koji je srušio komunističku vlast 1989. godine. Nakon pada komunizma se grad jače razvija nego ostatak Rumunjske. 1999. se otvara industrijska zona.

## Zemljopis
Grad je smješten na krajnjem zapadu Rumunjske u blizini tromeđe Rumunjske, Mađarske i Srbije. Nalazi se u Panonskoj nizini u blizini planine Zarand koja je dio planinskog lanca Karpata. Nalazi se na meandru rijeke Moriša.
Arad ima vrlo značajan prometni položaj (nalazi se na križanju puteva prema Temišvaru, Oradei i Segedin u Mađarskoj). Kroz Arad prolazi glavna prometna veza Rumunjske s Mađarskom i dalje prema zapadu. To je važno zbog mnogih stranih ulaganja koja pogoduju gospodarskom razvoju Arada.

## Znamenitosti
Značajna je gradska tvrđava koja je sagrađena u obliku šesterokrake zvijezde, a s tri strane ju okružuje meandar rijeke Mureş. Zanimljiva je gradska vijećnica građena u neorenesansnom stilu krajem 19. st., kazalište u neoklasicističkom stilu, palača kulture građena mješavinom raznih stilova (neoklasicizam, gotika, renesansa) i brojne palače u secesijskom stilu.

## Gradovi prijatelji
- Kirklees, Engleska
- Trenčin, Slovačka
- Pečuh, Mađarska
- Tatabánya, Mađarska

## Vanjske poveznice
- Službena stranica grada
- Kulturni centar u Aradu

### Ostali projekti
|  | Zajednički poslužitelj ima još gradiva o temi Arad (Arad, Rumunjska) |